# 明治文化全集
明治文化全集（めいじぶんかぜんしゅう）は、「明治文化研究会」の編集により、明治期の基本的文献を集成した叢書で、1927年から1932年にかけ日本評論社で刊行された（全24巻）。その後も新たな文献を収録した増補版が刊行され、1967年-1974年刊行の第3版（全32巻）で決定版となっている。

## 概要
1924年11月、吉野作造（会長）を始めとして尾佐竹猛・宮武外骨・石井研堂ら8名により明治文化研究会が結成された。この会は関東大震災による史料・文献の散逸を憂慮して結成されたが、明治に発行された史料・文献のなかから近代日本形成に影響を及ぼした特に重要なものを選定・編集し出版されたのが『明治文化全集』である。
各巻は文献に加え、研究者による文献解題、関係文献の年表を付す構成で、収録文献は明治維新から大日本帝国憲法発布・議会開設に至る明治前期のものを中心に約450点であり、現在では稀覯書となっている刊本や、公刊されなかった報告書・意見書・建白書など貴重な史料・文献を多数含み、明治史研究者にとっては最も基本的な文献の一つである。内容的には自由民権篇・文明開化篇・社会篇を配するなど、社会史・民衆史的な関心が現れている点が注目され、大正デモクラシー的な史観で明治の多様な文化を掘り起こそうとする企図が顕著である。
1910年代までの日本史研究は、もっぱら江戸時代までを対象とするものであり、特に官学のアカデミズム史学は（同時代史としての）明治維新前後を研究対象として扱うことがなかった（アカデミズム以外では、福地桜痴・徳富蘇峰・竹越三叉らによる維新史論があり、明治末期に『防長回天史』のような旧諸藩の幕末維新史編纂、『幕末百話』を初めとする新聞記者による故老の聞き書きなどが進められている）。しかしこの全集の刊行が一つの呼び水となって歴史資料の整備が進み、大政奉還から丁度60年後の1927年（「明治60年」）には明治節が制定され、これ以後は本格的な明治時代ブーム（復権）が到来した。

## 書誌
初版全24篇（24巻）構成だったが、第二次世界大戦後の1955年-57年に刊行した再版（全16巻）は、当時の社会事情もあり初版から皇室篇など11巻を割愛新たに3巻を増補、巻次などを改変し刊行。
1967-74年刊の第3版（全32巻）は、初版全巻と第2版での増補3巻を復刻、再度5巻を増補し刊行。
1992年に第3版が復刻されたが、この版でも巻構成が再編され全28巻・別巻1で刊行。他に「付録」で『「明治文化全集(旧版)」月報総集』（初版・再版での月報）、『「明治文化全集」埋草一覧』の2冊が出された。
各版はいずれも日本評論社（再版時のみ、版元表記は日本評論新社）。以下は第3版での刊行書目。
1. 憲政篇
2. 自由民權篇
3. 政治篇
4. 新聞篇
5. 雜誌篇
6. 社會篇
7. 外國文化篇
8. 風俗篇
9. 正史篇（上）
10. 正史篇（下）
11. 外交篇
12. 經濟篇
13. 法律篇
14. 自由民權篇（続） - 再版で追補
15. 社會篇（続） - 再版で追補
16. 婦人問題篇 - 再版で追補
17. 皇室篇 - 再版では割愛
18. 教育篇 - 再版では割愛
19. 宗教篇 - 再版では割愛
20. 文學藝術篇 - 再版では割愛
21. 時事小説篇 - 再版では割愛
22. 飜譯文藝篇 - 再版では割愛
23. 思想篇 - 再版では割愛
24. 文明開化篇 - 再版では割愛
25. 雜史篇 - 再版では割愛
26. 軍事篇・交通篇 - 再版では割愛
27. 科學篇 - 再版では割愛
28. 憲政篇（続） - 第3版で追補
29. 別巻 明治事物起源 - 第3版で追補
30. 補巻（1）維氏美学 - 第3版で追補
31. 補巻（2）國法汎論 - 第3版で追補
32. 補巻（3）農工篇 - 第3版で追補

## 関連文献
- 鳥海靖「明治文化全集」『国史大辞典』第13巻　吉川弘文館、1992年
- 阿部恒久「明治文化全集」『日本史大事典』第6巻　平凡社、1992年
- 佐藤能丸「明治文化全集」『日本歴史大事典』第3巻　小学館、2001年
- 石井研堂『明治事物起原』（全8巻）、ちくま学芸文庫、1997年 - 解説参照
- 『事物起源選集』（全13巻）、クレス出版、2004年。紀田順一郎解説、第2巻が「明治事物起原 増訂」、春陽堂版の復刻

## 関連の刊行叢書
1959年から1963年にかけ、大久保利謙・桑原伸介らの編で『明治文化資料叢書』（風間書房、全12巻全13分冊）が刊行。産業篇・経済篇・法律篇・外交篇・社会主義篇・社会問題篇・書目篇・教育篇・翻訳文学篇・スポーツ篇・世相篇・新聞篇からなり、文化史を中心とした叢書で、「明治文化全集」では手薄な明治後期の文献も収録している（大久保の回想では『明治文化全集』を継承する意図があったようである）。
1988年から1992年にかけ刊行されたアンソロジー『日本近代思想大系』（岩波書店、全23巻・別巻1）は、『日本思想大系』の後続企画であり、明治文化全集とほぼ同じ時期の文献を収録対象としているが、比較的短い文献（長いものについては抜粋・抄録）を収録している。